# Þorláksstaðafell
Þorláksstaðafell är en kulle i republiken Island. Den ligger i regionen Suðurland, 170 km öster om huvudstaden Reykjavík. Toppen på Þorláksstaðafell är 349 meter över havet.
Trakten runt Þorláksstaðafell är nära nog obefolkad, med mindre än två invånare per kvadratkilometer. Det finns inga samhällen i närheten. Omgivningarna runt Þorláksstaðafell är i huvudsak ett öppet busklandskap.